# Phaethontias (albedo)
Phaethontias  è una caratteristica di albedo della superficie di Mercurio.